# جمعیت حمایت کودکان بی‌سرپرست

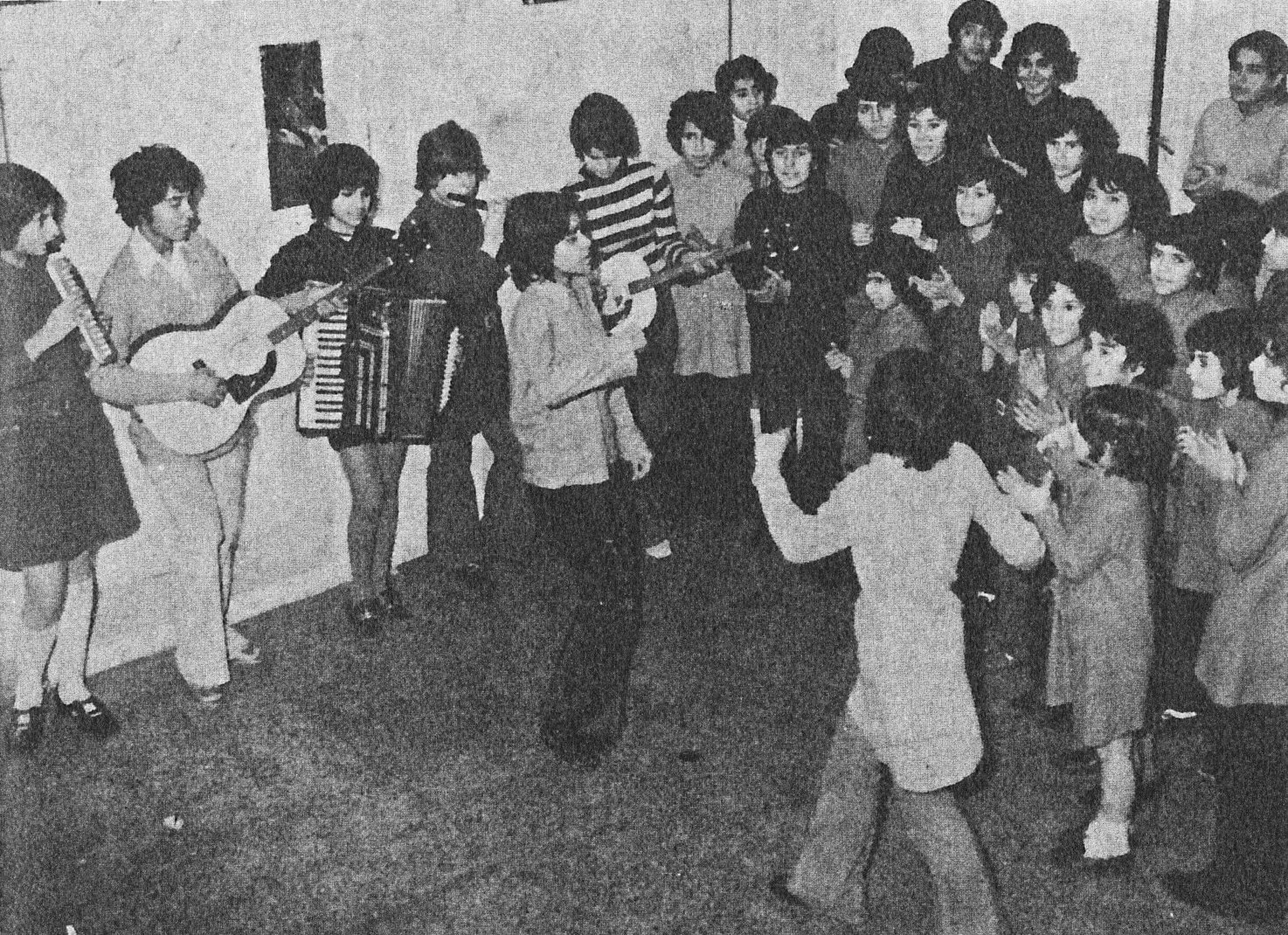
کودکان اوقات فراغت را به فعالیت های هنری می پردازند

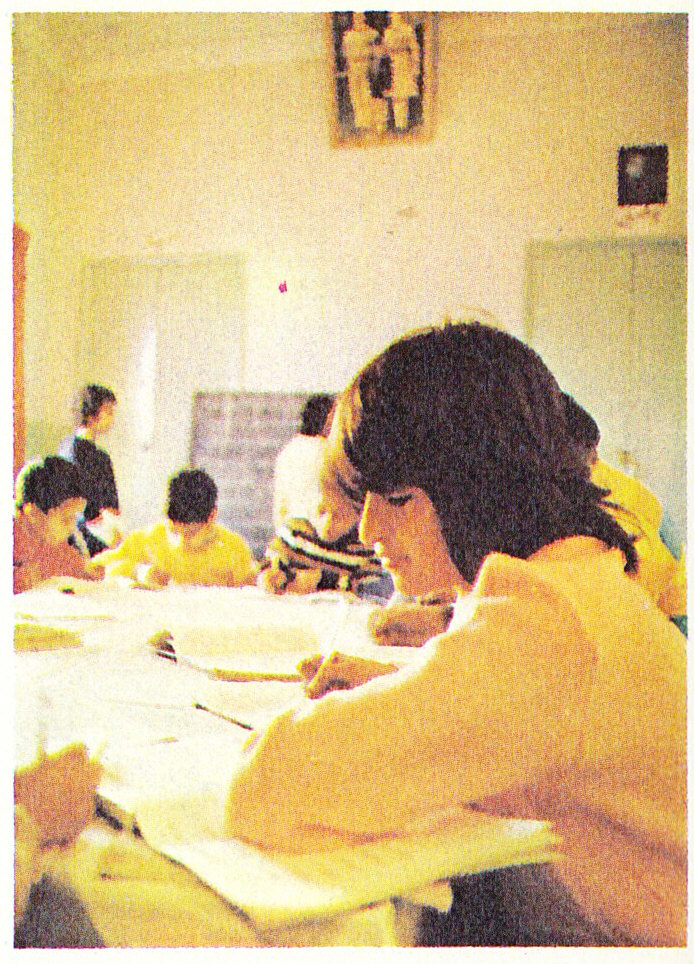
کلاس مطالعه کودکان

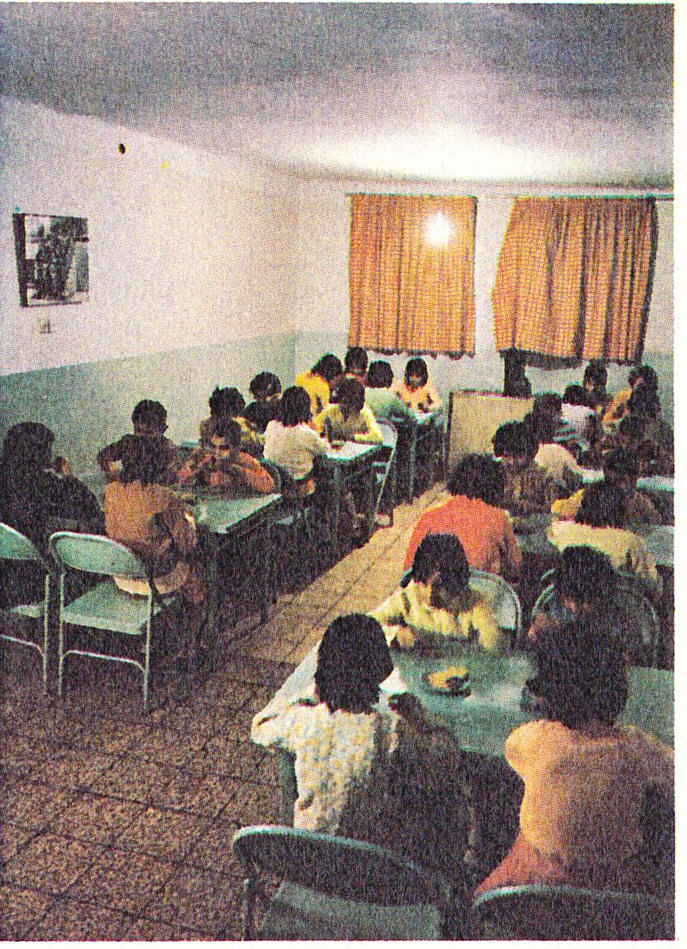
سالن غذا خوری کودکان

جمعیت حمایت کودکان بی سرپرست در سال ۱۳۴۵ به ریاست عالیه فرح پهلوی بنیان شد این جمعیت سرپرستی و آموزش و پرورش کودکانی را بر عهده دارد که سرپرست ندارند ویا سرپرست در خور و مناسب برای پرورش کودک نیست. سازمان این جمعیت دارای سه بخش شورای عالی، هیئت مدیره و بازرسی است.
در آغاز کار این جمعیت شرایط کودکانی که مادران آن‌ها در قلعه شهرنو زندگی می‌کردند و در خطر سقوط اخلاقی بودند رسیدگی ویژه کرد و آن را بررسی نمود. تا سال ۱۳۵۷ نزدیک به دویست کودک دختر و پسر، سه تا ده ساله، از کودکان قلعه جمع آوری شده و در سه خانه در خیابان فروردین، خیابان حقوقی و خیابان البرز نگاهداری می شدند. برای این کودکان، جمعیت شناسنامه گرفت و آنانی که از هفت سال به بالا داشتند در دبستان‌های نزدیک به خانه هایشان نام‌نویسی شدند. 
مدد کاران اجتماعی، آموزگاران ویژه کودکان بی سرپرست پیوسته در کنار کودکان آموزش، سلامت و بهداشت این کودکان و خوراک و پوشاک آن‌ها در کنترل داشتند.
از شمار دویست کودک در سرپرستی جمعیت، پسران در آموزشگاه حرفهایی خیریه در فراگرفتن حروفچینی، درودگری، و تعمیر خودرو و دیگر حرفه‌ها پرداختند . دختران خیاطی، آشپزی، منشی گری و دیگر رشته‌ها را آموختند. 
در برنامه جمعیت رفاه کودکان بی سرپرست هدف اصلی، برنامه‌های رفاه کودکان و نگهداری آن‌ها در خانواده است. کوشش شد که در گام نخست از همکاری خویشاوندان و نزدیکان کودکان برای نگهداری آن‌ها استفاده شود و سپس خانواده‌های داوطلب مورد استفاده قرار گیرند و در آخرین مرحله سازمان‌های شبانه‌روزی شکل کانون خانوادگی پیدا کنند و از طریق تبدیل پرورشگاهها وشیرخوارگاه‌های موجود به کانون‌های شبه خانواده، کودکان بی‌سرپرست نگهداری شوند.

## قوانین
قانون حمایت از کودکان بی سرپرست